# Saurauia oligophlebia
Saurauia oligophlebia är en tvåhjärtbladig växtart som beskrevs av Elmer Drew Merrill. Saurauia oligophlebia ingår i släktet Saurauia och familjen Actinidiaceae. Inga underarter finns listade i Catalogue of Life.